# Вена (ресторан)
Вена — дореволюционный санкт-петербургский ресторан, известный как место встреч писателей, художников, журналистов и других представителей богемы.

## История
Впервые трактир «Вена» был открыт на Малой Морской улице в 1830 году. В 1875 году был открыт уже ресторан с роскошными современными интерьерами, о чём сообщила газета «Петербургский листок». В 1884 году при ресторане был открыт шахматный клуб.
Ресторан был открыт в 1903 году по адресу: Малая Морская, 13/8. До этого на этом месте было несколько увеселительных заведений, но они разорились. Два бывших официанта предыдущего заведения (И. Соколов и М. Уткин) купили помещение за 14 тысяч рублей и открыли ресторан «Вена», быстро завоевавший популярность петербуржцев. Молебен во время открытия вёл Иоанн Кронштадтский. Так как рядом находился ряд официальных заведений: Генеральный штаб, II Флотский экипаж и ряд министерств, заведение быстро получило популярность среди военных и чиновников.
В ресторане собирались журналисты, трудившиеся в журнале «Сатирикон», в том числе Аркадий Аверченко, живший неподалёку и имевший в ресторане именную пивную кружку. В честь ресторана писатель Евгений Пяткин придумал себе псевдоним «Евгений Венский». Частыми гостями заведения были А. Куприн, А. Блок, А. Толстой, В. Мейерхольд, А. Ремизов, Андрей Белый.
Ресторан был местом встречи художников. Там были живописцы из круга Куинджи. Бывали художники Ю. Клевер, передвижники Н. Богданов-Бельский, Е. Волков.
Изначально ресторан включал 4 зала и количество сотрудников составляло 40 человек. К 1913 году ресторан был расширен за счёт здания на Гороховой улице и было открыто 13 кабинетов. Штат составлял уже 180 человек.
Ресторан открывался в 12-00. До 15-00 были завтраки, с 15-00 до 18-00 — обеды. Богема съезжалась после 23-00, после окончания спектаклей. Закрывался ресторан в 3-00. Во времена расцвета ресторана завтрак посещали 500 гостей, обед — более 600. Цена стандартного завтрака составляла 1,70 рубля. В него входил сам завтрак, графин водки, 2 кружки пива и чаевые.
В 1913 году владелец ресторана Иван Сергеевич Соколов (1865—1917) выпустил книгу «Десятилетие ресторана „Вена“», в которой были помещены не только портреты владельца и наиболее известных посетителей, но и многочисленные автографы, которые хозяин заведения просил оставить на специальном листе. Впоследствии эти листы в рамах украшали стены ресторана.
С началом Первой мировой войны ресторан «Вена» из патриотических соображений был переименован в «Ресторан И. Соколова».